# Csehfalva
Csehfalva (szerbül Чешко Село / Češko Selo) egy kis település Szerbiában, a Dél-bánsági körzet Fehértemplomi községében. Azon kevés bánsági települések egyike, amelyben jelentős arányban él bánáti cseh kisebbség.

## Népesség
1910-ben 219 lakosa volt. Ebből 72 fő magyar, 2 fő német, 4 fő tót, 7 fő szerb és 131 fő egyéb (legnagyobbrészt cseh) anyanyelvű. Az itt lakók közül 81 fő tudott magyarul. Vallás tekintetében, a lakosok közül 208 fő római katolikus, 3 fő görögkatolikus, 5 fő görög keleti felekezethez tartozik. Írni és olvasni 219 lakosból 135 fő tudott.

### Demográfiai változások
| 1948 | 1953 | 1961 | 1971 | 1981 | 1991 | 2002 | 2011         |
| ---- | ---- | ---- | ---- | ---- | ---- | ---- | ------------ |
| 193  | 179  | 163  | 118  | 86   | 58   | 46   | 46 fő (2002) |

## Látnivalók
- Római katolikus temploma - 1900-1901. közt épült Nepomuki Szent János tiszteletére